# Graham Watson

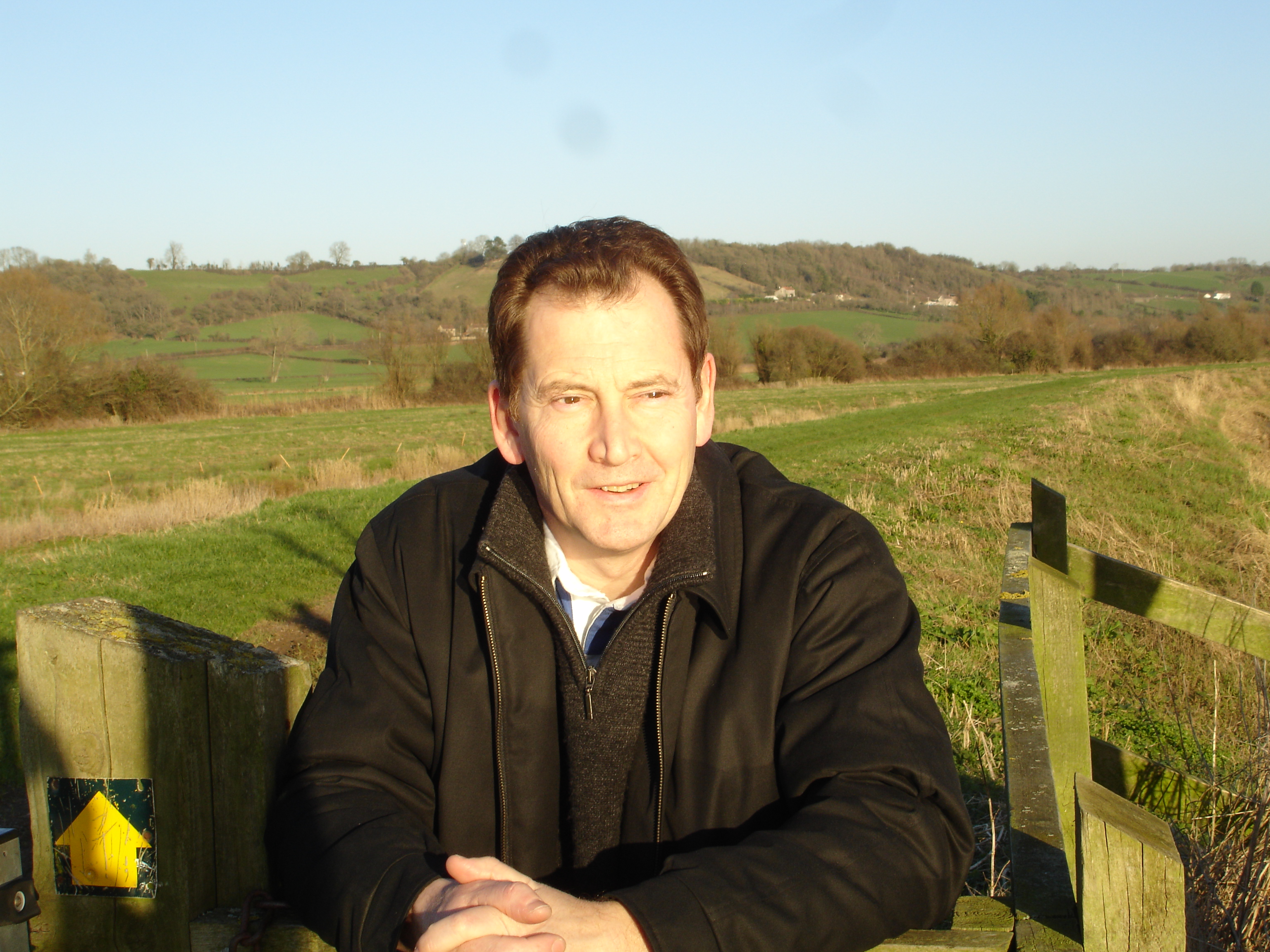
Graham Watson 2007

Sir Graham Watson (* 23. März 1956 in Rothesay (Schottland)) ist ein britischer Europapolitiker der Liberal Democrats. Er war von 1994 bis 2014 Abgeordneter im Europäischen Parlament und wurde 2002 Fraktionsvorsitzender der Europäischen Liberalen, Demokratische und Reformpartei. Von 2004 bis 2009 war er Fraktionsvorsitzender der 2004 neu gebildeten Fraktion der Allianz der Liberalen und Demokraten für Europa (ALDE). Von 2011 bis 2015 war Watson Vorsitzender der ALDE-Partei.
Anfang Januar 2009 kündigte Watson an, für die Zeit nach der Europawahl 2009 das Amt des Präsidenten des Europäischen Parlaments anzustreben. Durch diese Ankündigung wolle er die Besetzung des Amtes zum Wahlkampfthema machen und sich so von den sonst üblichen „Abkommen hinter verschlossenen Türen“ lösen. Außerdem kündigte er an, eine Zweier-Koalition zwischen der christdemokratischen Fraktion EVP-ED und der ALDE anzustreben; diese erreichte bei der Wahl jedoch keine Mehrheit. Letztlich kam es wie schon 2004 zu einer Einigung zwischen der christdemokratischen EVP und der sozialdemokratischen SPE, sich das Präsidentenamt für jeweils eine halbe Legislaturperiode aufzuteilen. Watson selbst kündigte daraufhin an, für die Legislaturperiode 2009–14 keine bedeutenden Ämter im Parlament zu übernehmen.

## Tätigkeit vor der Parlamentszeit
Graham Watson wurde im schottischen Rothesay auf der Isle of Bute geboren. Sein Vater war Offizier in der Royal Navy und seine Mutter Lehrerin. Er besuchte die Schule in Somerset und studierte anschließend an der Heriot-Watt University in Edinburgh, wo er 1979 einen Bachelor-of-Arts-Abschluss in Sprachen erwarb. Er spricht vier europäische Sprachen und arbeitete zwischen 1979 und 1980 als Dolmetscher. Von 1980 bis 1983 arbeitete er in der Verwaltung des Paisley Colleges. 
Watson begann seine politische Tätigkeit in der International Federation of Liberal Youth deren Vizepräsident er 1977 wurde. 1979 wurde er Generalsekretär dieser Organisation. Watson war Gründungsmitglied des European Youth Forum. Zwischen 1983 und 1993 war er Vorstandsmitglied der Europäischen Liberalen, Demokratischen und Reformpartei. Zwischen 1983 und 1987 leitete Watson das private Büro des Vorsitzenden der britischen Liberal Party, David Steel. Danach arbeitete er bis 1994 für die HSBC-Bank in London und Hongkong.

## Arbeit im Europäischen Parlament

### 4. Wahlperiode
1994 wurde er für den Wahlkreis Somerset und North Devon in das Europäische Parlament gewählt. Zusammen mit Robin Teverson gehörte er damit zu den ersten britischen Liberalen im Europäischen Parlament. Im Parlament schloss er sich mit Teverson der Fraktion der Europäischen Liberalen, Demokratischen und Reformpartei an. Während seiner ersten Amtszeit bis 1999 war Watson Mitglied im Ausschuss für Wirtschaft und Währung sowie im Haushaltsausschuss. Von 1994 bis 1996 war ebenfalls parlamentarischer Geschäftsführer seiner Fraktion. 

### 5. Wahlperiode
Mit der Einführung des Verhältniswahlrechts bei der Europawahl 1999 wurde auch Watsons ehemaliger Wahlkreis zugunsten des Wahlkreises Südwestengland aufgelöst, für den jetzt nun mehrere Personen ins Europäische Parlament gewählt werden konnten. Als einziger britischer Liberaler schaffte er mit 15,7 % der Stimmen den Einzug in das Parlament. Zwischen 1999 und 2002 war er Vorsitzender im Ausschuss für bürgerliche Freiheiten, Justiz und Inneres. Als der damalige Fraktionsvorsitzende der Liberalen Pat Cox 2002 zum Präsidenten des Europäischen Parlaments gewählt wurde, wurde Watson dessen Nachfolger als Fraktionsvorsitzender.

### 6. Wahlperiode
Bei der Europawahl 2004 wurde Watson mit 18,3 % der Stimmen des Wahlkreises Südwestengland wiedergewählt. Im Europäischen Parlament schlossen sich anschließend die Europäischen Liberalen, Demokratische und Reformpartei und die Europäische Demokratische Partei zur Allianz der Liberalen und Demokraten für Europa zusammen. Watson wurde zum ersten Vorsitzenden dieser neuen Fraktion gewählt. Er ist Mitglied in der Konferenz der Präsidenten sowie in der Delegation für die Beziehungen zu der Koreanischen Halbinsel.
Vor kurzem unterzeichnete er das Manifest der Spinelli-Gruppe für mehr europäische Integration.

### 7. Wahlperiode
Watson, der angekündigt hatte in dieser Periode keine bedeutenden Ämter mehr übernehmen zu wollen ist Vorsitzender der Delegation für die Beziehungen zu Indien.
Als Mitglied ist er in der Konferenz der Delegationsvorsitze, im  Ausschuss für auswärtige Angelegenheiten und in der Delegation für die Beziehungen zur Volksrepublik China. 
Als Stellvertreter ist er im Ausschuss für bürgerliche Freiheiten, Justiz und Inneres und in der Delegation für die Beziehungen zu den Ländern Südostasiens und der Vereinigung südostasiatischer Staaten (ASEAN).

## Persönliches
Graham Watson ist verheiratet, hat zwei Kinder und lebt in Longport, Somerset.

## Veröffentlichungen
- Graham Watson, Christine Gilmore: The Power of Speech. Bagehot Publishing, 2006, ISBN 978-0-9545745-4-3 (englisch).
- Graham Watson, Simon Titley: Liberalism - Something to Shout About. Bagehot Publishing, 2006 (englisch).
- Graham Watson, Katharine Durrant: Liberal Democracy & Globalisation. Bagehot Publishing, 2005, ISBN 978-0-9545745-2-9 (englisch).
- Graham Watson, Sarah Kent: EU've Got Mail!: Liberal Letters from the European Parliament. Bagehot Publishing, 2004, ISBN 978-0-9545745-1-2 (englisch).
- Graham Watson, Sarah Kent: Liberal Language: Speeches and Essays. Bagehot Publishing, 2003, ISBN 978-0-9545745-0-5 (englisch).
- Graham Watson, Howard Mollet: 2020 Vision. 2001 (englisch).
- Graham Watson, Joanna Hazelwood: To the Power of Ten: UK Liberal Democrats in the European Parliament. Centre for Reform, 2000, ISBN 978-1-902622-17-0 (englisch).
- Graham Watson: The Liberals in the North-South dialogue. 1980 (englisch).